# スクープ 悪意の不在
『スクープ 悪意の不在』（スクープあくいのふざい、Absence of Malice）は、1981年のアメリカ合衆国のドラマ映画。シドニー・ポラック監督、ポール・ニューマン主演で情報操作による報道被害をテーマとしている。

## ストーリー
マイアミで港湾労働組合のリーダーが行方不明となり、FBIが捜査に乗り出す。
担当のローゼン捜査官は港湾内で酒類の卸商人をしているマイケル・ギャラガーという男に目を付ける。身内にマフィアとつながっている人間がいるためだ。
マイケルは事件とは無関係だったものの、ローゼン捜査官は彼を容疑者に仕立て上げるためマスコミを利用する事を思いつき、地元紙の女性記者ミーガン・カーターに彼に疑いの目を向けさせるように情報操作を行い、その目論み通りミーガンはマイケルを容疑者扱いする記事を書く。これによりマイケルはたちまち窮地に立たされ、自殺者まで出てしまう。
マイケルは自分の無実を証明するため、孤独な闘いに挑むのだった。

## キャスト
| 役名                                         | 俳優                       | 日本語吹替 |
| -------------------------------------------- | -------------------------- | ---------- |
| マイケル・ギャラガー                         | ポール・ニューマン         | 森川公也   |
| ミーガン・カーター記者                       | サリー・フィールド         |            |
| エリオット・ローゼン連邦検察官               | ボブ・バラバン             |            |
| テレサ・ペロン                               | メリンダ・ディロン         |            |
| マルデロン（犯罪組織のボス・マイケルの伯父） | ルーサー・アドラー         |            |
| ボブ・ワデル連邦捜査官                       | バリー・プリマス           |            |
| マクアダム（ミーガンの上司）                 | ジョセフ・ソマー           |            |
| クイン地方検事                               | ドン・フッド               |            |
| ジェームズ・ウェルズ司法省組織犯罪局・局次長 | ウィルフォード・ブリムリー |            |

## 受賞・ノミネート
- 第54回アカデミー賞3部門ノミネート
  - 主演男優賞（ポール・ニューマン）
  - 助演女優賞（メリンダ・ディロン）
  - 脚本賞（カート・リュードック）

- 第32回ベルリン国際映画祭特別表彰受賞（シドニー・ポラック）